# Pterygioteuthis giardi
Pterygioteuthis giardi is een inktvissensoort uit de familie van de Pyroteuthidae. De wetenschappelijke naam van de soort is voor het eerst geldig gepubliceerd in 1896 door P. Fischer.